# Confederación Africana de Atletismo
La Confederación Africana de Atletismo (en francés Confédération Africaine d'Athlétisme, CAA) es la institución que representa a las federaciones nacionales africanas de atletismo a nivel competitivo ante la World Athletics. Asimismo, es la responsable de organizar periódicamente las competiciones continentales correspondientes.
Tiene su sede en la ciudad de Dakar (SEN). Cuenta en 2014 con la afiliación de 54 federaciones nacionales del continente africano. 

## Historia
Fue fundada el 11 de enero de 1973 bajo el nombre de Confederación Africana de Atletismo Amateur.
En 1979 es realizado el primer Campeonato Africano de Atletismo en la ciudad de Dakar.

## Eventos
La CAA organiza anualmente muchas competiciones internacionales, entre las más importantes están las siguientes:
- Campeonato Africano de Atletismo
- Campeonato Africano de Campo a Través

## Organización
La estructura jerárquica de la Confederación está conformada por el presidente y los vicepresidentes, el Congreso, el Comité Ejecutivo, el Consejo y los Comités Técnicos.

### Presidentes
| N.º | Periodo     | Nombre                | País    |
| --- | ----------- | --------------------- | ------- |
| 1   | 1973 – 2003 | Lamine Diack          | Senegal |
| 2   | 2003 –      | Hamad Kalkaba Malboum | Camerún |

## Federaciones nacionales
En 2014 cuenta con la afiliación de 54 federaciones nacionales repartidas en cinco zonas regionales:
| África septentrional          | África occidental | África oriental                                                                                   | África central | África meridional |
| ----------------------------- | --- | ------------------------------------------------------------------------------------------------- | --- | --- |
| Argelia Libia Marruecos Túnez | Benín Burkina Faso Cabo Verde Costa de Marfil Gambia Ghana Guinea Guinea-Bisáu Liberia Mali Mauritania Níger Nigeria Senegal Sierra Leona Togo | Egipto · Eritrea · Etiopía · Kenia · Somalia · Sudán del Sur · Sudán · Tanzania · Uganda · Yibuti | Burundi Camerún República Centroafricana Chad República del Congo República Democrática del Congo Gabón Guinea Ecuatorial Ruanda Santo Tomé y Príncipe | Angola Botsuana Comoras Lesoto Madagascar Malaui Mauricio Mozambique Namibia Seychelles Sudáfrica Suazilandia Zambia Zimbabue |